# Panorpa yangi
Panorpa yangi är en näbbsländeart som beskrevs av Chou in Chou, Ran och Wang 1981. Panorpa yangi ingår i släktet Panorpa och familjen skorpionsländor. Inga underarter finns listade i Catalogue of Life.